# Anatol Corobceanu
Anatol Corobceanu (n. 10 ianuarie 1922, Soroca, județul Soroca, România – d. 16 noiembrie 1976, Chișinău, RSS Moldovenească, URSS) a fost un politician și om de stat sovietic moldovean, fost vicepreședinte al Sovietului de Miniștri al RSS Moldovenești în Guvernul Alexandru Diordiță. 

## Biografie
Corobceanu s-a născut pe 10 ianuarie 1922 în Soroca, într-o familie de intelectuali. A studiat la liceele din Soroca și Tighina, unde a intrat în contact cu ideologia comunistă. 
În al Doilea Război Mondial a făcut parte dintr-o rețea de partizani sovietici din Basarabia. Apoi, din 1945, a lucrat ca jurnalist la ziarul sovietic Tinerimea Moldovei, iar din 1947 a fost membru PCUS. 
În 1949-1953 a fost redactor și șef al departamentului de traduceri al Institutului de Istorie din cadrul Comitetului Central al Partidului Comunist din Moldova - o filială a Institutului Marx-Engels-Lenin din cadrul Comitetului Central al Partidului Comunist din Ucraina. Apoi, între 1953-1954, și din nou între 1955-1958, a fost viceministru al Culturii al RSS Moldovenești. În 1958-1959, a fost prim-viceministru al Culturii al RSS Moldovenești, iar între anii 1959-1962 a fost secretarul II al Comitetului Orășenesc Chișinău al Partidului Comunist din Moldova. În 1963 devine Vicepreședinte al Sovietului de Miniștri al RSS Moldovenești, fiind responsabil pentru cultură, educație, știință și sănătate. În 1970 este acuzat de „pasivitate în lupta împotriva manifestărilor naționalismului”, dar și de colaborare cu Frontul Național Patriotic și este destituit, fiind apoi numit viceministru al Justiției. A rămas în funcție până în 1976, când a decedat subit, la 54 de ani, în urma unui atac de cord.
O stradă din Chișinău îi poartă numele.